# 康滕特尼亞內克鎮區 (北卡羅萊納州勒諾縣)
康滕特尼亞內克鎮區（英語：Contentnea Neck Township）是位於美國北卡羅萊納州勒諾縣的一個鎮區。

## 地方資料
康滕特尼亞內克鎮區的面積為96.86平方千米，皆為陸地。根據2020年美國人口普查的數據，當地共有人口2692人，而人口密度為每平方千米27.79人。